# Tompaházai református templom
Tompaháza (Fehér megye, Románia) református temploma a falu északi részén található. Eredetileg az Árpád-korban 13. század második felében épült, de későbbi gótikus átalakítás nyomai is látszanak rajta. 
Míg a XIII. századi két megmaradt oklevélben a település Kend néven szerepel, a következő évszázad első évtizedeitől kezdve már kizárólag Újfalu néven említik. Ezen a néven szerepel a XIV. század eleji pápai tizedjegyzékekben is, ahol 1332-ben Petru de Villa Nova pap 40 denárt, majd két évvel később Rudolf pap 23 denárt, 1335-ben pedig ugyanő 22 denárt fizetett. A település pápai tizedjegyzékekben való szereplése azt jelzi, hogy ezen a ponton már biztosan rendelkezett templommal, és az általa befizetett összeg az Erdélyi egyházmegye plébániáinak közepes és kis tizedi kategóriájába tartozott.

## Története
A megmaradt dokumentumok szerint a település régi neve Kend vagy Kenthelke volt, Györffy György szerint a "telke" kifejezés egy régi, valószínűleg a tatárok általi pusztulásnak kitett településre utal. Legvalószínűbb, hogy a település új neve, Újfalu (Villa Nova a XIII-XIV. századi dokumentumokban), az 1241-es nagy tatárinvázió utáni újra benépesítést követően alakult ki. 
Újfalu első okleveles említése egy 1268 és 1270 között keletkezett adománylevélben szerepel, amelyet a fiatal V. István király adott, és amelyben a király a Maros mentén fekvő Kend földjét, amely eredetileg Job pap tulajdonában volt, ennek halála után Gyógyi András erdélyi alvajdának és utódainak adományozta. Ezt a birtokot 1280-ban megerősítették a gróf fiainak.
Ami a templom patrónusait illeti, a templom a XIV-XV. században is a Gyógyi család joghatósága alatt maradt, Újfalu ezen család hatalmas birtokán belül volt, amely 24 települést foglalt magában a környéken, köztük Diódot és Tövist is.
Újfalu a XV. században továbbra is a Gyógyi család birtokában maradt, míg 1442-ben Hunyadi János vásárolta meg, és a következő években fontos építkezésekbe kezdett a birtok központjaiban (tövisi ferences templom, Diódi vár). 1453-ban Újfalu szerepel azon birtokok között, amelyek a várhoz tartoztak.
A birtok a kormányzó halála után felesége, Szilágyi Erzsébet tulajdonába került, majd testvéréé, Szilágyi Mihályé lett, de az özvegy halála után 1464-ben Mátyás király adományozta unokatestvérének, Erdély vajdájának, Denelegi Pongrácz Jánosnak. 1500 körül Pongrácz Mátyás özvegyének Balassa Ferenccel kötött házassága révén Újfalu a Balassa család birtokába került amelyet a XVI. század közepéig birtokoltak, amikor is Izabella királynő elkobozta Balassa Imrétől, és a Habsburg pártiak tulajdonába került. Feltételezhető, hogy ekkor Újfalu is ennek a birtoknak a sorsára jutott.
A XVI. század második felétől kezdve a fejedelmek a terület különböző részeit olyan hűséges családoknak adományozták, mint például a Rákosi család, akik a következő évszázadban fontos patrónusai lettek a település templomának.
Az 1701-es Fehér megye nemesi összeírásban az egyetlen nemesi család Újfaluban a Sárközi család volt, míg Tompaházán a Rákosi és Bogdán családok szerepeltek. 
A XVIII. században a Bartha család lett az egyik legfontosabb birtokos a településen, és ők lettek a templom patronusai. 
A XX. század második felében a templom több felújításon ment keresztül.

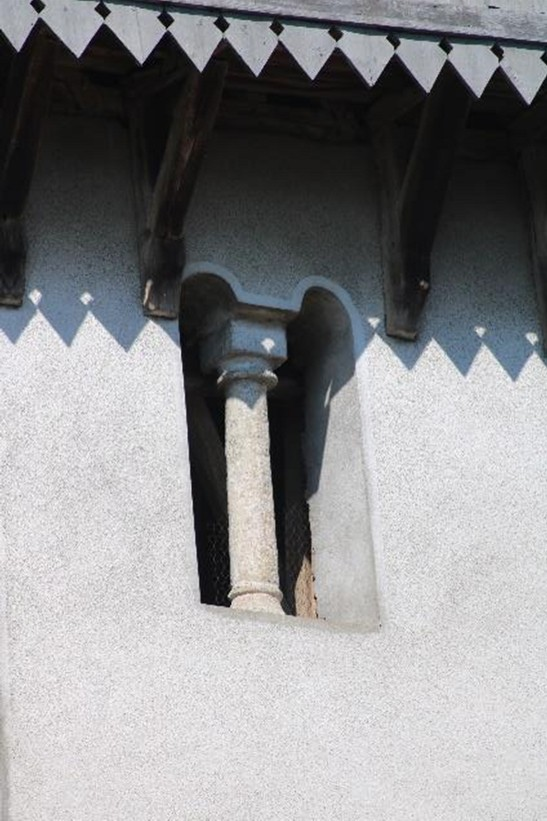
Római kori ikerablak

## Leírása
A templom történeti információk és az építészeti részletek alapján kijelenthető, hogy a templom két szakaszban épült a román korban. 
Az első szakaszban egy kéttornyú, nyugati karzattal rendelkező templomot építettek. 
A második építési szakaszban a templomot keletre bővítették. Ekkor nyitották a nyugati bejáratot és a déli bejáratot keletre költöztették. 

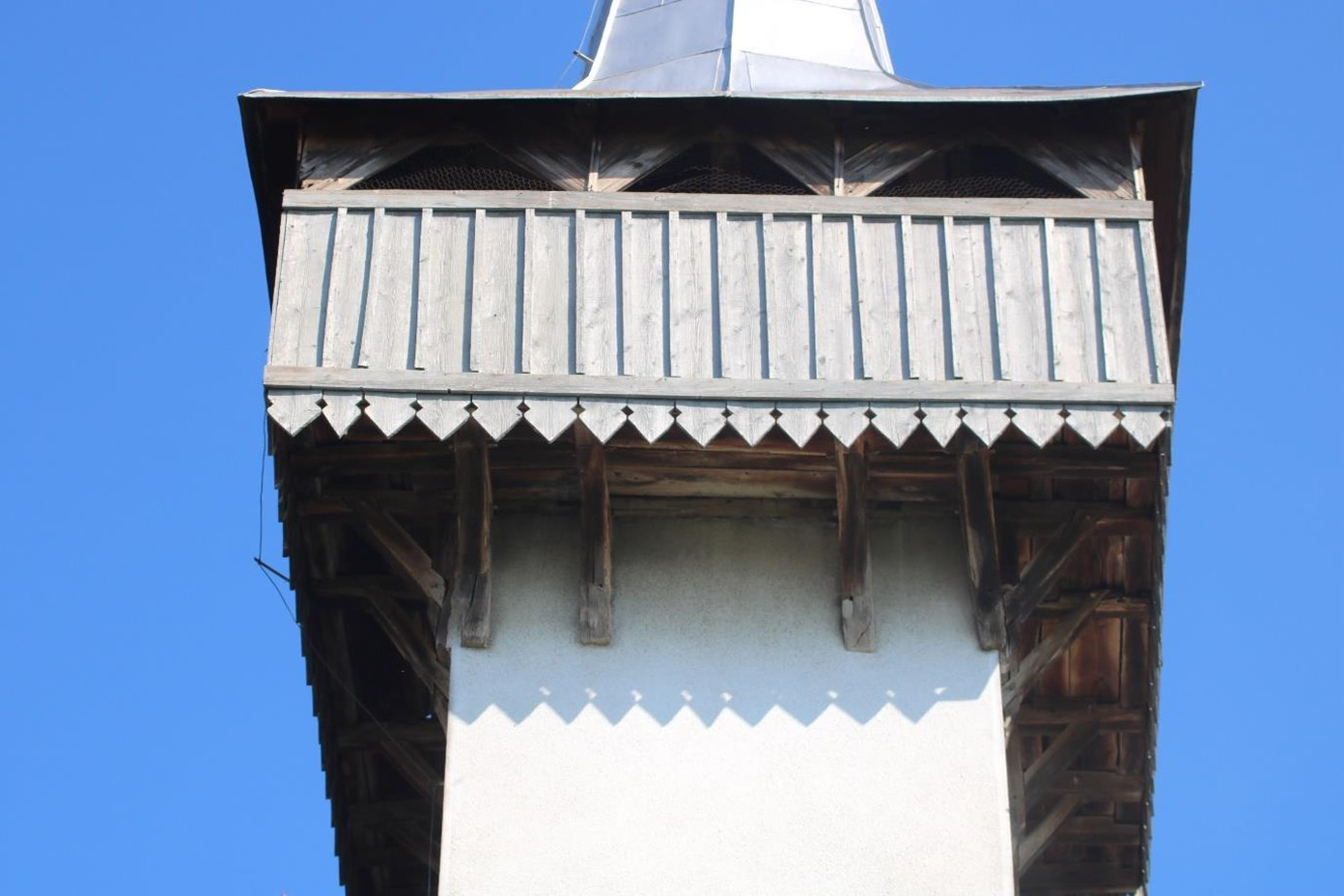
A templom tornya, fatornáccal

A harmadik építési szakaszban a két tornyot visszabontották és az ikerablakok kiemelkedően magas színvonalú oszlopainak újrahasznosításával egy lényegesen magasabb, központi tornyot alakítottak ki. 
Később beboltozták a hajót, de tartószerkezeti problémák miatt ezt kénytelenek voltak visszabontani és a ma is látható, 1744-ben készült festett kazettás mennyezettel helyettesíteni. 
A templom építése valószínűleg a Gyógyi család támogatásával kezdődött, de a későbbiekben a települést birtokló minden jelentősebb család kivette részét a további munkálatokból. 

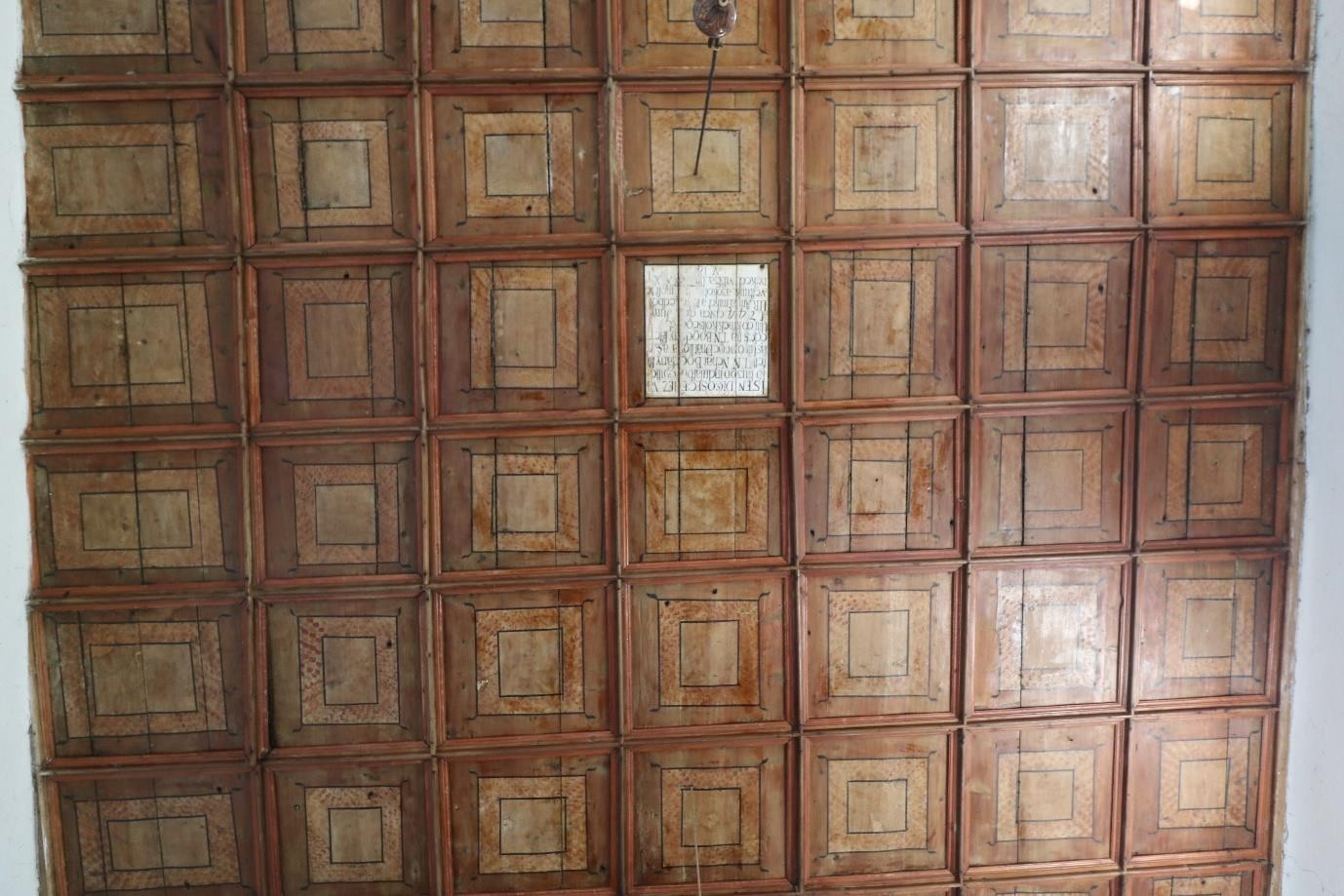
A templom kazettás mennyezete

A szórványosan előforduló történeti adatok hiányában az építkezések időpontját jelenleg lehetetlen pontosan meghatározni, de tény, hogy a helyszíni kutatások alapján az alapozás és a templom hajója a középkorból származik. 
Az utolsó felújítást 2001-2002 között végezték, amikor a festett kazettás mennyezetet restaurálták.

## Lélekszáma
Az 1766-os összeírás szerint Újfalu közössége 191 főnyi református hívet számlált. Tompaházáról nem található adat az összeírásban, de 1750-ben 1 ortodox pap és 12 ortodox család, valamint 25 görög katolikus család szerepelt a településen. 
1785-ben Újfaluban 37 ház és 199 lakos volt, míg Tompaházán 47 ház és 290 lakos élt.

## Képek

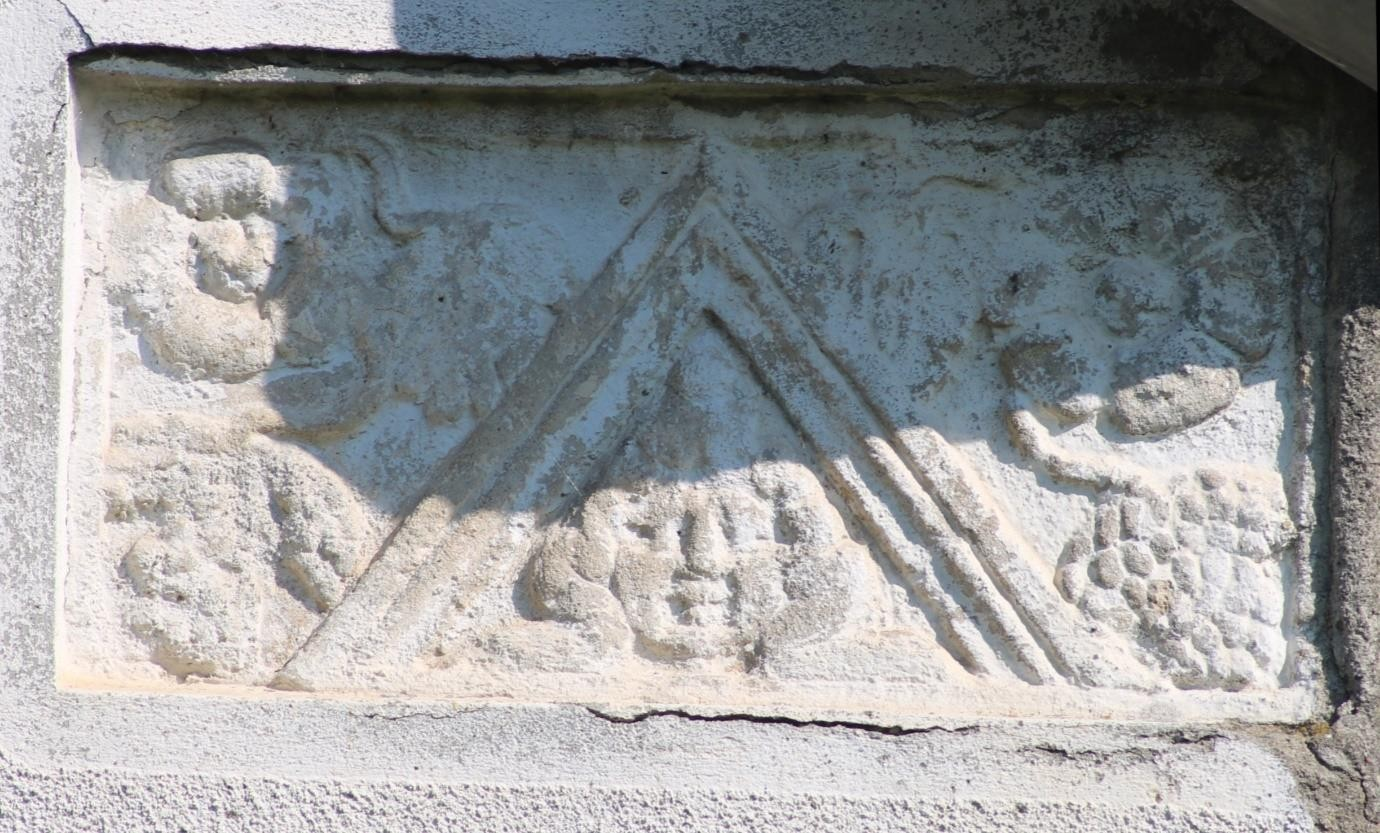
Római kori kő, beépítve a templom falazatába
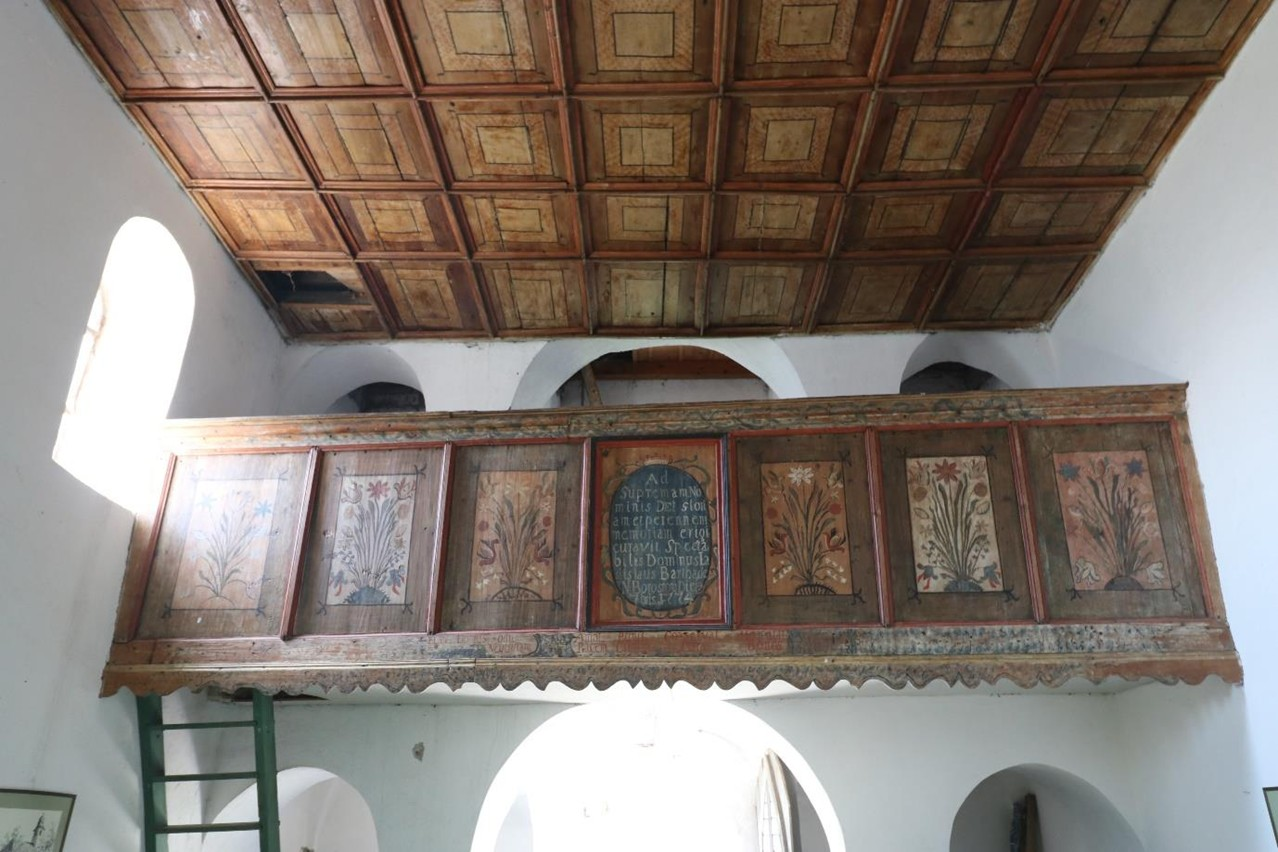
A templom nyugati karzata
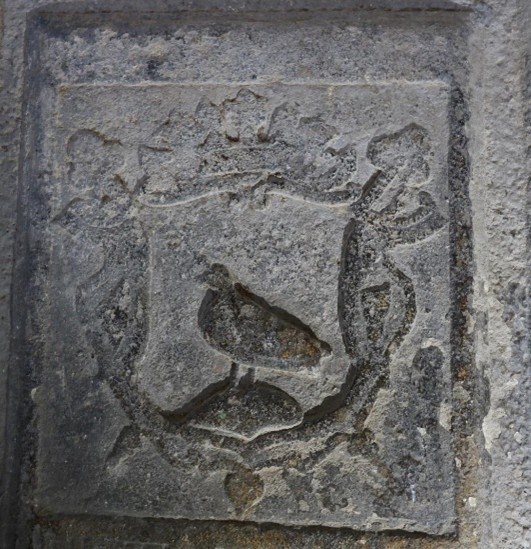
Rákosi Pál patrónus síremléke
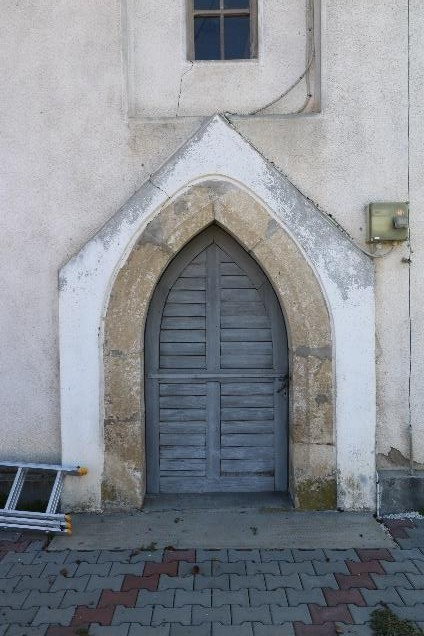
A gótikus stílusú bejárati ajtó
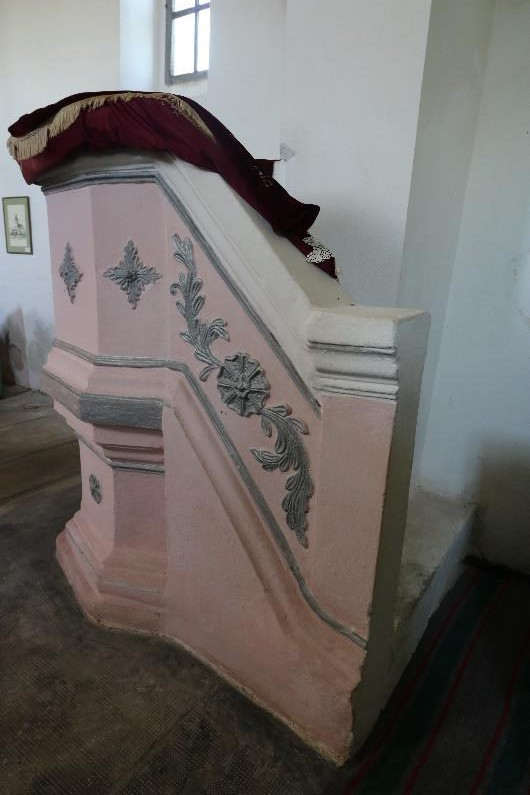
A templom szószéke